# Via Vittorio Emanuele (Paternò)
La via Vittorio Emanuele di Paternò, in provincia di Catania, è la principale strada del centro storico della città, attraversato obliquamente nella direttrice ovest-est. La strada, lunga circa 1,7 km, va da piazza Indipendenza fino al largo dell'Accoglienza, dove si trova lo svincolo della Strada Statale 121 Catanese.

## Storia e descrizione

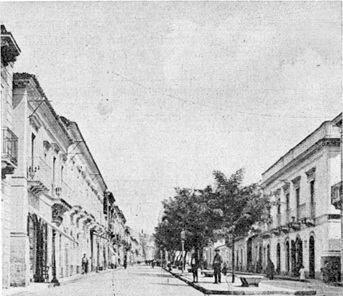
Uno scorcio della via Vittorio Emanuele nella zona delle Palme, alla fine del XIX secolo

La strada (già via Ferdinandea), fu aperta agli inizi del XIX secolo ed è comunemente definita dagli abitanti 'a strata ritta, ovvero "la strada dritta", per la sua struttura lineare e l'assenza di curve nella sua parte storica, e rappresenta la strada trionfale della città.
Pur essendo la principale strada del centro storico paternese, la via Vittorio Emanuele è priva di monumenti storici e di edifici religiosi, ma è caratterizzata dalla presenza di numerosi palazzi civili - un tempo dimore appartenenti al ceto nobile e borghese cittadino - realizzati secondo lo stile architettonico eclettico con elementi barocchi, di inizio XX secolo.Da segnalare i palazzi nobiliari della famiglia dei baroni Cara-Zuccaro,dei nobili Strano, caratterizzato dal portale con possenti colonne, e della Famiglia dei nobili Guido, tutti ubicati nella parte bassa della via.Subito dopo piazza San Giovanni o Palme,si trova il grandioso palazzo Cutore,una delle tante dimore della nobile famiglia paternese, ubicata nel centro storico.Più avanti salendo verso la villa, troviamo altri bei palazzi,tra cui spicca palazzo Impallomeni, nobile famiglia di origine milazzese, altri palazzi con bei prospetti,si allineano in questa parte alta della strada.
Dal tratto che va da piazza Indipendenza - precisamente sul lato sinistro della chiesa di San Domenico - ed arriva a piazza Regina Margherita (Quattro Canti), che incrocia con la via Giovan Battista Nicolosi, e quindi la "parte bassa", la pavimentazione del manto stradale è in pietra lavica. Questo tratto di strada, è stato zona a traffico limitato dal 2009 al 2011, poi rimossa dall'amministrazione comunale a causa dei disagi verificatisi col traffico veicolare.
All'altezza del quartiere San Giovanni (così denominato poiché in epoca medievale sorgeva l'antica chiesa di San Giovanni Gerosolimitano), nella parte centrale, si trova uno slargo in cui la strada è affiancata dalla via Garibaldi (già via del Cassero Vecchio), e da questa è separata da una lunga piazzola alberata di palme, e per questa sua caratteristica l'area è comunemente definita nel gergo popolare 'i parmi, ovvero "le palme". La parte antica della via Vittorio Emanuele si conclude nel largo alberato adiacente al giardino Moncada, la villa comunale di Paternò.
Inizialmente, la strada arrivava fino alla zona di San Giovanni, per poi subire un allungamento fino alla zona dove sorge attualmente la villa comunale, dopo il 1871.
La parte moderna, che fu zona di campagna e urbanizzata nel dopoguerra, poco dopo dove è situato il giardino pubblico, incrocia con la via Stazione Circumetnea ed il corso Sicilia.
Una piccola parte della strada nella parte superiore è attraversata dai binari della Ferrovia Circumetnea, per la presenza della vicina stazione. Il tratto seguente si conclude al largo dell'Accoglienza, ovvero allo svincolo per entrare nella SS 121.

## La via Vittorio Emanuele oggi

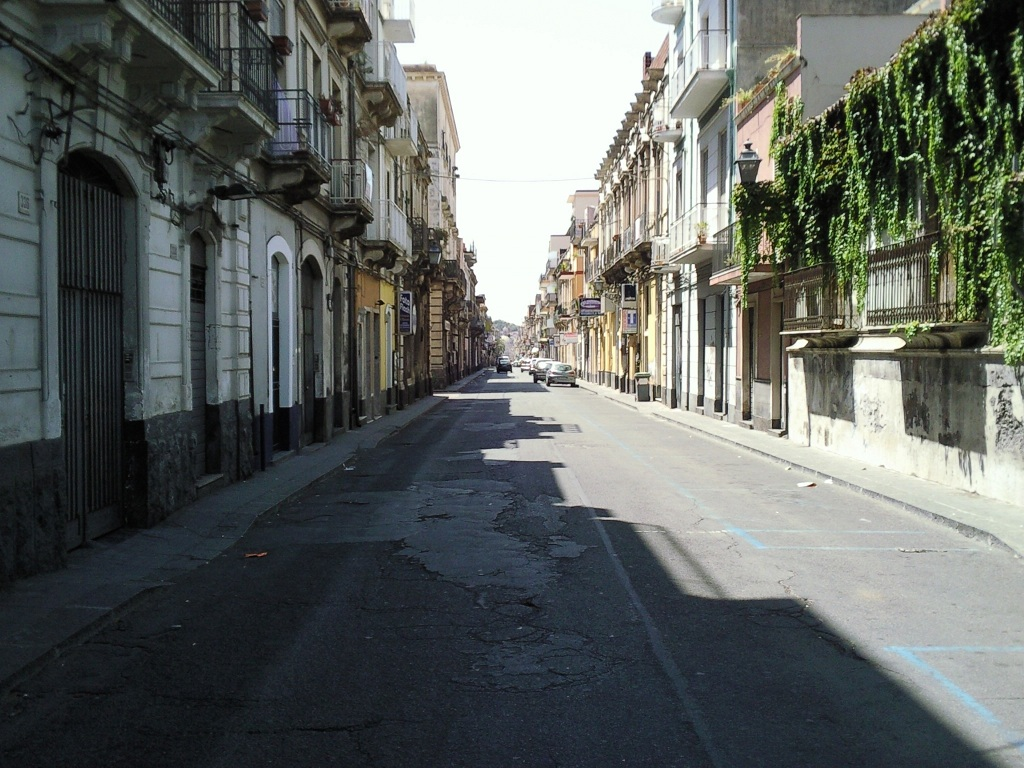
Inizio della parte finale della antica via Vittorio Emanuele a Paternò, principale strada d'accesso al centro storico della città etnea

Importante arteria per la circolazione dei veicoli nel centro di Paternò, la via Vittorio Emanuele è una delle strade maggiormente trafficate. Quotidianamente il traffico si presenta parecchio congestionato, è ciò è dovuto alla esigua larghezza della strada, ed al fatto che costituisce l'unica via d'ingresso nella città dall'esterno.
Neppure con l'espansione dell'abitato della città verso nord, verificatasi negli anni ottanta con la creazione del quartiere Ardizzone - dove sono presenti strade larghe con doppia carreggiata - si è potuto risolvere questo problema. 
La strada, del tutto inadeguata alle moderne esigenze di traffico, è a senso unico. Essa è percorribile da ovest ad est nel tratto compreso tra la piazza Indipendenza e la piazza Regina Margherita, mentre è percorribile unicamente da est verso ovest, dalla parte finale della strada, ovvero dalla parte più alta dopo la SS 121, fino ai Quattro Canti.
È caratterizzata dalla presenza di numerosi esercizi commerciali e di locali pubblici, ed è pedonalmente molto frequentata dagli abitanti nelle ore diurne.